# Bolesław II niemodliński
Bolesław (Bolko) II (ur. pomiędzy 1326 a 1335 rokiem, zm. w 1367 lub 1368 roku) – książę niemodliński w latach 1362/5-1367/8, od 1367 dodatkowo w Prudniku (z braćmi), lennik czeski.
Bolesław II był najstarszym synem księcia niemodlińskiego Bolesława Pierworodnego i Eufemii Wrocławskiej. W 1355 roku dzięki wpływom ojca na dworze w Pradze został sędzią nadwornym króla czeskiego Karola IV. Po śmierci ojca, która nastąpiła pomiędzy 1362 a 1365 rokiem został księciem niemodlińskim, do którego dzięki poparciu Luksemburczyka dołączył w 1367 Prudnik. Bolesław II zmarł w 1367 lub 1368 roku. Miejsce pochówku nie jest znane. Nie był żonaty i nie pozostawił potomstwa. Księstwo niemodlińskie po śmierci Bolesława zostało odziedziczone przez braci Wacława i Henryka.